# Gran Premi de Gran Bretanya del 1967
Resultats del Gran Premi de la Gran Bretanya de Fórmula 1 de la temporada 1967, disputat al circuit de Silverstone el 15 de juliol del 1967.

## Resultats
| Pos | No | Pilot           | Equip             | Voltes | Temps/ Retirada  | Pos. de sortida | Punts |
| --- | -- | --------------- | ----------------- | ------ | ---------------- | --------------- | ----- |
| 1   | 5  | Jim Clark       | Lotus - Ford      | 80     | 1h 59' 25. 6     | 1               | 9     |
| 2   | 2  | Denny Hulme     | Brabham - Repco   | 80     | + 12.8 s         | 4               | 6     |
| 3   | 8  | Chris Amon      | Ferrari           | 80     | + 16.6 s         | 6               | 4     |
| 4   | 1  | Jack Brabham    | Brabham - Repco   | 80     | + 21.8 s         | 3               | 3     |
| 5   | 12 | Pedro Rodríguez | Cooper - Maserati | 79     | + 1 Volta        | 9               | 2     |
| 6   | 7  | John Surtees    | Honda             | 78     | + 2 Voltes       | 7               | 1     |
| 7   | 15 | Chris Irwin     | BRM               | 77     | + 3 Voltes       | 13              |       |
| 8   | 20 | David Hobbs     | BRM               | 77     | + 3 Voltes       | 14              |       |
| 9   | 14 | Alan Rees       | Cooper - Maserati | 76     | + 4 Voltes       | 15              |       |
| 10  | 18 | Guy Ligier      | Brabham - Repco   | 76     | + 4 Voltes       | 21              |       |
| Ret | 19 | Bob Anderson    | Brabham - Climax  | 67     | Motor            | 17              |       |
| Ret | 6  | Graham Hill     | Lotus - Ford      | 64     | Motor            | 2               |       |
| Ret | 4  | Mike Spence     | BRM               | 44     | Encesa           | 11              |       |
| Ret | 9  | Dan Gurney      | Eagle - Weslake   | 34     | Embragatge       | 5               |       |
| Ret | 22 | Silvio Moser    | Cooper - ATS      | 29     | Pressió de l'oli | 20              |       |
| Ret | 11 | Jochen Rindt    | Cooper - Maserati | 26     | Motor            | 8               |       |
| Ret | 3  | Jackie Stewart  | BRM               | 20     | Transmissió      | 12              |       |
| Ret | 10 | Bruce McLaren   | Eagle - Weslake   | 14     | Motor            | 10              |       |
| Ret | 17 | Jo Siffert      | Cooper - Maserati | 10     | Motor            | 18              |       |
| Ret | 23 | Jo Bonnier      | Cooper - Maserati | 0      | Motor            | 9               |       |
| NVS | 16 | Piers Courage   | BRM               | 0      | No va sortir     |                 |       |

## Altres
- Pole: Jim Clark 1' 25. 3

- Volta ràpida: Denny Hulme 1' 27. 0 (a la volta 3)